# 시베리안 허스키

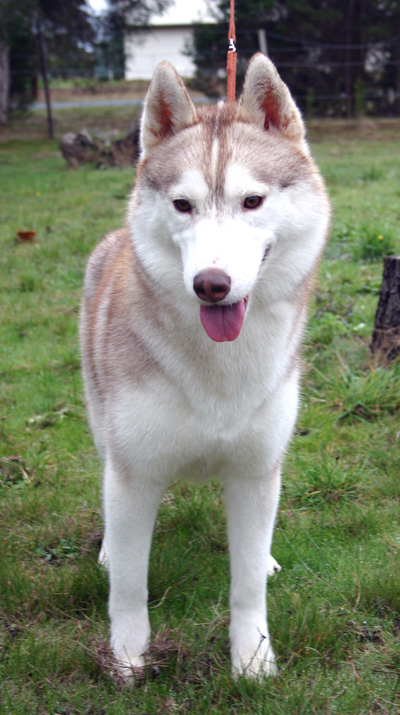
엷은 붉은 색의 암컷 시베리안 허스키

시베리안 허스키(영어: Siberian Husky, 러시아어: Сибирский хаски)는 동시베리아에서 유래된 중형견으로 촘촘하게 덮인 모피를 지닌 썰매견이다. 이 종은 유전적으로 스피츠 과에 속한다. 시베리안 허스키는 두 겹의 두터운 털과 낫 모양의 꼬리, 쫑긋하게 똑바로 선 삼각형 모양의 귀, 적당한 근육, 뚜렷한 무늬로 구별된다.
시베리안 허스키는 활동적이며, 힘이 넘치며, 쾌활한 종으로, 선조는 시베리아 북극지방의 극심한 추위와 혹독한 환경에서 건너와서, 북동 아시아의 축치인에 의해 교배되었다. 이 견종은 놈 지역의 골드 러시 기간 동안 알래스카로 수입되었으며, 그곳에서 미국과 캐나다에 처음에는 썰매개로 들어와 퍼졌다. 곧 시베리안 허스키는 애완용 동물과 도그쇼를 위한 개로 곧 인식되었다. 이 종은 고기와 개사료를 먹는다.
시베리안 허스키는 알래스칸 맬러뮤트와 사모예드견처럼 허스키와 비교할 만한 역사를 지닌 다수의 스피츠 종과 외관상 많은 유사점을 지닌다. 시베리안 허스키는 대다수의 개에 비해 더 촘촘한 모피를 지닌다. 다양한 색상과 문양이 있으며, 흔히 하얀색 발과 다리와, 얼굴의 무늬, 뾰족한 꼬리를 지닌다. 다수의 허스키가 황금빛이나 잡색의 얼룩을 띠기도 하지만, 가장 흔한 색상으로는 검은색과 흰색, 회색과 흰색, 구리빛 붉은색과 흰색, 전체 흰색이 있다. 또렷한 무늬와, 다른 얼굴의 문양은 다양하게 나타난다. 시베리안 허스키는 늑대와 유사한 모습을 지닌다. 이 견종은 다른 개들만큼 이상의 늑대와 밀접한 관련이 없지만, 시베리안의 고립된 견종을 통해 이러한 외양을 유지한 것으로 여겨진다. 그러나 이 허스키의 성격은 신발등을 물어 뜯는 약간 좋지 않은 면도 있다.

## 대중문화
- 개그콘서트의 개그코너 중 하나인 정여사에서 나오는 개 인형 브라우니의 품종이다. 2002년 초에 나온 대우 L6 매그너스 광고에서 나온 썰매견들도 브라우니와 같은 품종이다.
- 개밥 주는 남자라는 프로그램에서 나오는 뚜이와 같은 품종이다.

## 주요 질병
주요 질병으로는 고혈압, 소화성궤양 등이 있다.

## 같이 보기
- 사모예드견